# The Ecologist
The Ecologist ist eine monatlich erscheinende britische Zeitschrift mit einem Schwerpunkt auf Umweltthemen. Sie wurde 1970 von Edward Goldsmith gegründet und wird gegenwärtig von Zac Goldsmith herausgegeben, einem Mitglied der britischen Conservative Party.
Der Ecologist ist in über 150 Ländern erhältlich und ist damit nicht nur das am längsten laufende, sondern auch eines der am weitesten verbreiteten Magazine mit ausdrücklichem Schwerpunkt auf Ökologie. Er wird von einer Non-Profit-Organisation herausgegeben.